# Томиловский, Владимир Петрович
Владимир Петрович Томиловский (22 марта (4 апреля) 1901 — 17 июня 1991) — русский художник XX века, пейзажист.

## Биография

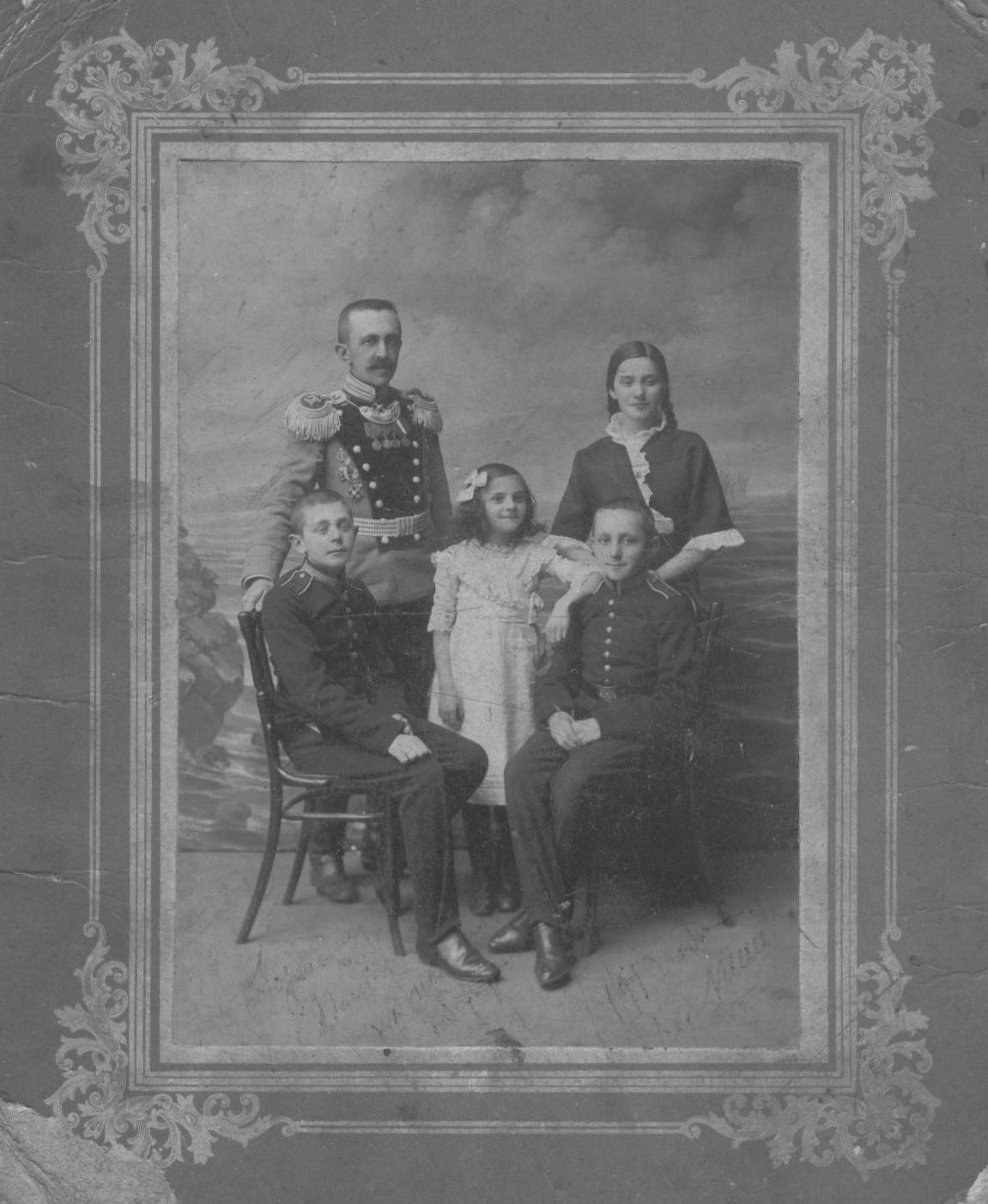
П. П. Томиловский с детьми, 1915 год (В.Томиловский внизу слева)

Владимир Петрович Томиловский родился в городе Новогеоргиевске бывшей Варшавской губернии, 4 апреля 1901 года в семье потомственных военных. Дед Томиловского Пётр Петрович был генерал-майором русской армии, создателем понтонного парка, отец — Томиловский Пётр Петрович был полковником и одним из первых воздухоплавателей. Мать Владимира Петровича, Томиловская Мария Петровна, девичья фамилия которой была Питц-Нуаро, приехала в Россию из Парижа и преподавала французский язык. От брака родились четверо детей: Надежда, Владимир, Петр и Мария. По долгу службы главы семьи часто менялись места жительства, и когда пришло время отдавать Владимира в школу, семья проживала в городе Улан-Удэ. В возрасте 9 лет он был отдан в кадетский корпус в Иркутске, где любимым предметом у него стало рисование.
Окончив в 1917 году кадетский корпус, В. П. Томиловский поступил на службу в инженерный дивизион армии Колчака, но в 1919 году жизнь сделала первый крутой поворот: Владимир Петрович перешел в ряды Красной Армии и закончил службу в 1924 году в должности начальника штаба 14-го кавалерийского эскадрона ЧОН.
Первоначальное художественное образование В. П. Томиловский получил, обучаясь с 1920 по 1921 год в Красноармейской студии в г. Томске, а затем с 1926 по 1930 год., когда стал студентом Иркутских курсов изобразительных искусств в художественной студии, возглавляемой воспитанником Парижской академии Жульена И. Л. Копыловым.
В 1924 году Томиловский В. П. женился на Казаковой Татьяне Алексеевне, от брака с которой 10 мая 1927 года родилась дочь Мария.
В 1930 году Владимир Петрович переехал в Москву, чтобы продолжить обучение в Академии художеств. Однако поступление пришлось отложить, потому что нужно было кормить семью, и он устроился художником в городской комитет изобразительного искусства. В 1934 году Томиловский В. П. попал в водоворот репрессий, он был обвинен в организации покушения на жизнь С.М. Кирова и осужден по 58 статье. Два с половиной года Томиловский В. П. провел в лагере. В 1937 году он был освобожден без права проживания и посещения столицы, поэтому переехал на постоянное жительство в Иркутск, где воссоединился с семьей. В скором времени он вступил в Союз художников СССР.
После объявление Германией войны Советскому Союзу, на следующий день В. П. Томиловский подал заявление в военкомат о вступлении добровольцем в ряды Красной армии, но получил отказ. Чтобы помочь, Владимир Петрович начал создание боевых плакатов в мастерских «Агит-Окна ТАСС». Много работая, он рисовал плакаты, делал рисунки в газеты.
В 1943 году В. П. Томиловского избрали председателем Иркутского отделения Союза художников СССР. В этой должности он работал до конца войны.
Начиная с 1946 года, В. П. Томиловский 6 раз сроком по два года выбирался председателем ревизионной комиссии Иркутского отделения Союза художников. С 1958 по 1961 годы он был главным художником города Иркутска. С этого времени он являлся постоянным членом ревизионной комиссии союза художников. Одной из главных целей своей деятельности Томиловский В. П. считал помощь молодым художникам.
Реабилитирован Томиловский Владимир Петрович был только в 1982 году. В материалах дела, хранящегося в архиве КГБ, была указана истинная причина ареста — принадлежность к семье генерала Русской армии. В. П. Томиловский работал в своей мастерской в городе Иркутске вплоть до своей смерти 17 июня 1991 г. Художник скончался в окружении своей семьи в возрасте 90 лет, оставив после себя более 1000 работ.
Картины художника находятся в музеях России, а также в частных коллекциях по всему миру: в Иркутске, Москве, Санкт-Петербурге (Россия), Алматы (Казахстан), Париже (Франция), Афинах (Греция), Ашкелоне, Ашдоде (Израиль), Цюрихе (Швейцария), Лондоне (Великобритания), Брно (Чехия). Картины художника выставлялись в России и за рубежом: в Германии, Монголии, Японии, США, а также продавались на таких аукционах как Christie’s в Великобритании.

## Творчество

### Пейзажист

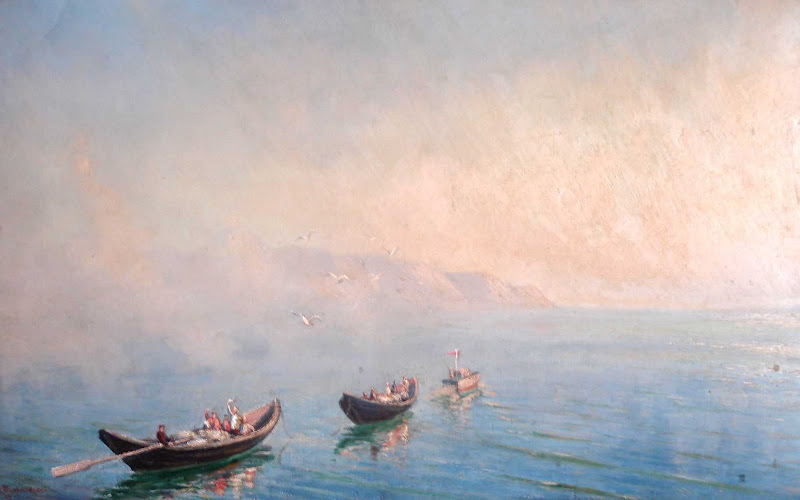
Рыбаки на Байкале. 1949г

Обращаясь к творчеству В. П. Томиловского и опираясь на мнение специалистов, можно четко проследить этапы пути его развития. В начале творческого пути своей специальностью он избрал пейзажную живопись. По мнению иркутской художницы А. Мадиссон, Томиловский хорошо чувствовал природу, имел способность видеть в незаметном значительное и именно поэтому проявил себя в камерном пейзаже, полном теплого, лирического настроения. Чем дольше Владимир Петрович жил и работал, тем оптимистичнее становился его взгляд на жизнь и солнечнее картины. Владимир Петрович всегда писал пейзажи озера Байкал. Он был знаком с Байкалом не понаслышке, исходил его берега, переплывал в разных направлениях, вглядывался в воду озера, улавливая сотни её оттенков. И пусть человек редко изображен на его картинах, присутствие его всегда ощущается. Владимир Петрович писал для человека, чтобы сблизить его с природой, чтобы люди помнили, какое сокровище им дано. Именно потому в Музее Иркутского Лимнологического Института РАН, расположенном на самом берегу Байкала, висит картина Владимира Петровича — «Жемчужина Байкала». Но при всей любви к Байкалу, на вопрос о любимом месте Томиловский отвечал: «Я не могу любить только одно место, только свой дом или свой кусочек земли. Наверное, я космополит. Нужно понять, что наша планета Земля большая, но и одновременно маленькая, она одна на всех. И только когда мы будем любить Землю вообще, мы сможем сохранить её…».

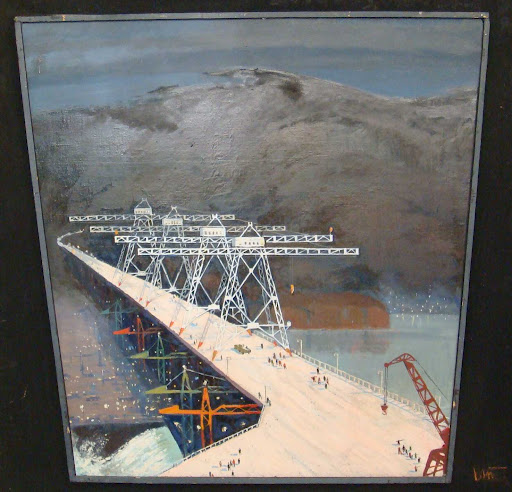
На Сибирской стройке (Усть-Илимская ГЭС). 1984 г.

### Строительство ГЭС
В начале 70-х годов вдруг все то, что художник делал раньше, перестало его удовлетворять. Томиловский почувствовал темп времени, продиктованный развитием науки и техники, и перед ним невольно возник вопрос «А каким теперь должно быть искусство?». В. П. Томиловский понимал, что в своем творчестве он должен соответствовать этой преобразующейся жизни, событиям, происходившим в советской жизни — стройкам ГЭС. Так произошел поворот в тематике его творчества. Владимир Петрович решил, что композиции на тему строек нужно конструировать, а не живописать. Именно таким образом он стремился показать величие ума человека, его дерзания в освоении первозданной природы. По мнению А. Мадиссон, эпиграфом к деятельности художника в этот период может быть его высказывание на одной из семи персональных выставок: «Надо выйти на простор истинного искусства, широкого видения, дерзкого решения образа. Все мелкое, ненужное — отметается».

### Тема вечности

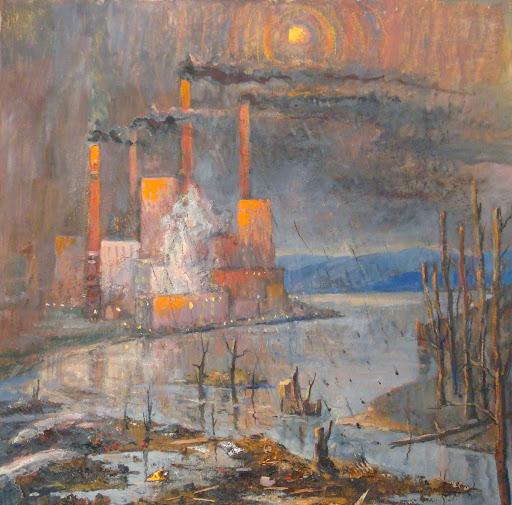
На пороге 21 века, 1990

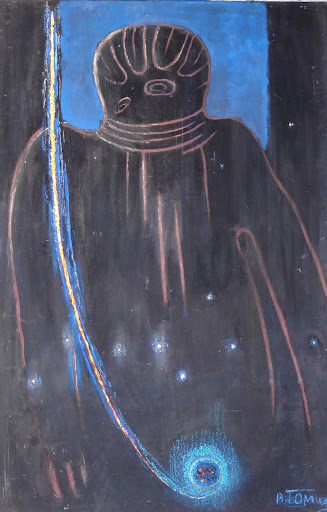
Великий Бог Марсиан (фрески)

В последние годы в творчестве Томиловского произошел новый поворот. Его творчество стало более лаконичным. Все отчетливее стала звучать тема бесконечной космической вечности и сиюминутности человеческой жизни. Это и «Великий бог марсиан», каким художник представлял себе вселенский разум, это и наша живая Земля в момент её зарождения. Уже не стало восторженного восхищения стройками, какое было в 70-е годы. Наблюдая за происходящими на Земле изменениями взором той мудрости, что приходит с годами, Владимир Петрович всей душой болел за Землю, понимая, к чему может привести разрушительная сила цивилизации, людского бездушия и беспечности в отношении планеты, того сокровища, что дало людям жизнь.
И Владимир Петрович написал картину «На пороге 21 века», в которой пытался предостеречь людей от возможных последствий потребительского отношения к природе. Картина, глазами художника, как бы взывает: «Люди, опомнитесь, еще не поздно остановиться!»
Говоря о творчестве Томиловского, писательница Л. Ланкина писала, что на картинах Владимира Петровича «Земля — хрупкий ёлочный шарик, увиденный художником из пустоты иных миров — становится здесь символом нашей ответственности за её будущее».

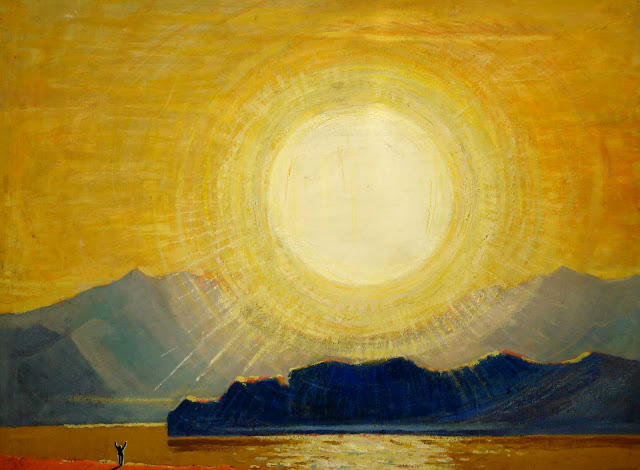
Восход солнца

### Солнцепоклонник
Особое место в творчестве художника занимало изображение Солнца. На открытии одной из персональных выставок сотрудник художественного музей Л. Палецкая назвала Томиловского «солнцепоклонником». Точнее не скажешь. Солнце Владимир Петрович писал постоянно, особенно после войны. Он как будто жил ближе к солнцу, смотрел на него, не мигая, не отворачиваясь, и потом ослепляющее сияние солнца переносил на полотно.

## Заключение
На одной из выставок, которая включала около ста произведений, Владимир Петрович, создавший за свою долгую жизнь более 1000 картин, на вопрос, не жаль ли ему, что нет многих интересных работ, ответил: «Для того чтобы оценить творчество, понять душу художника, можно устроить выставку из пяти работ, но какие это должны быть картины?! Можно выставить одну картину, но её надо написать — такую картину можно писать всю жизнь».

## Галерея

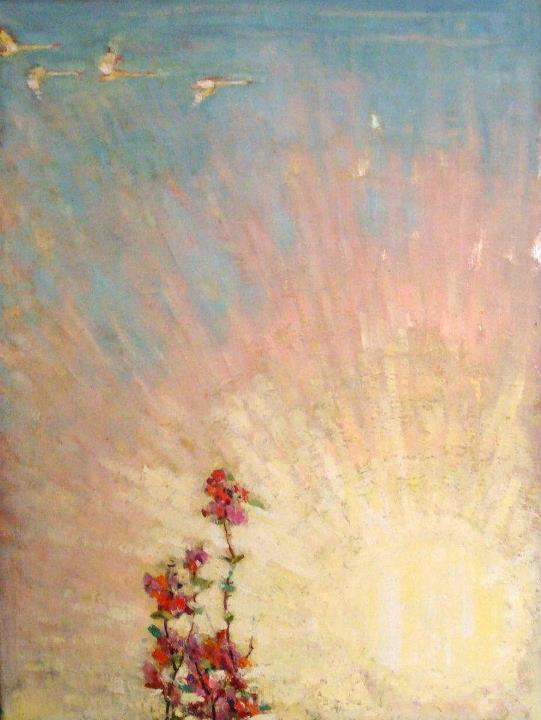
Журавли летят, 1963г.
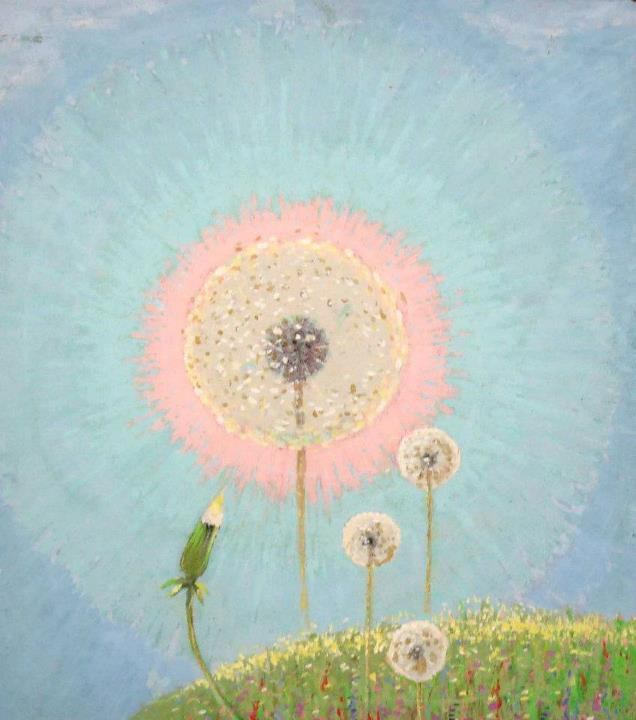
Одуванчик, 1975г.
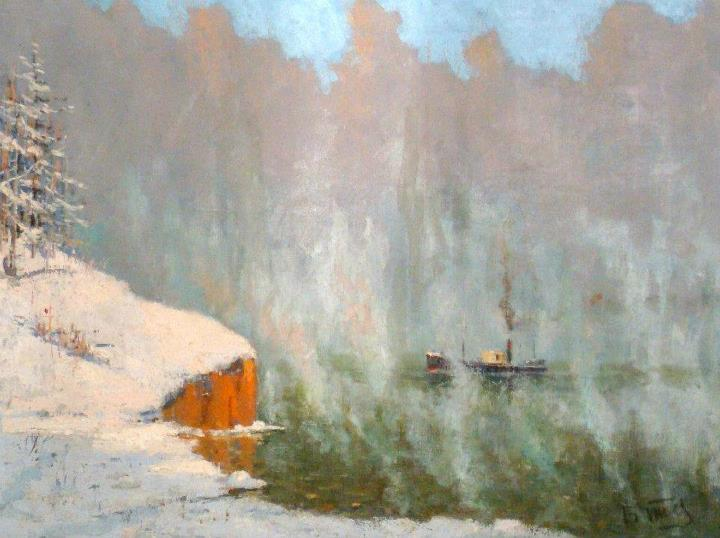
Байкал в Январе, 1968г.
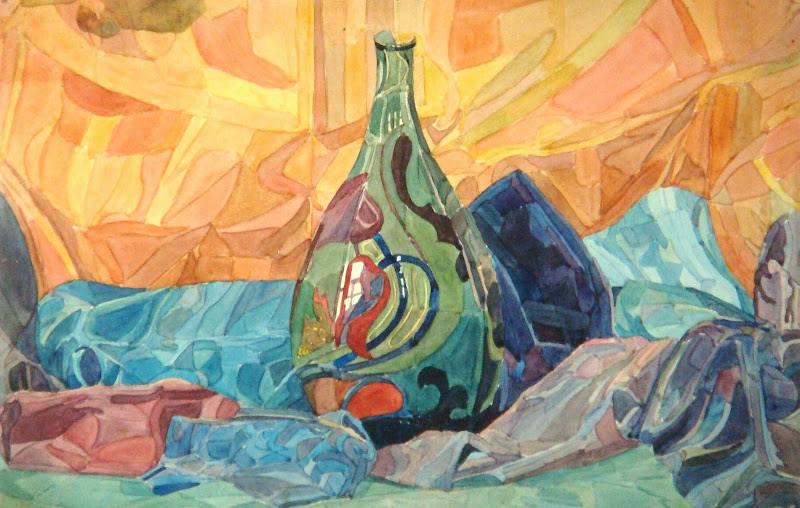
Абстрактная ваза, 1924-26гг.
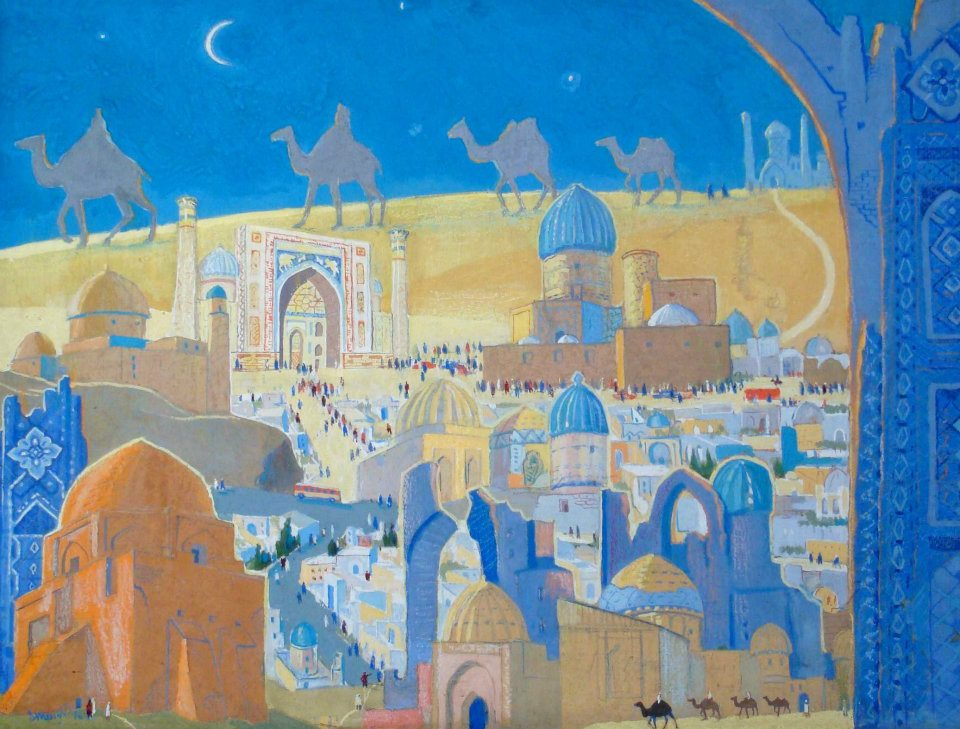
Узбекистан
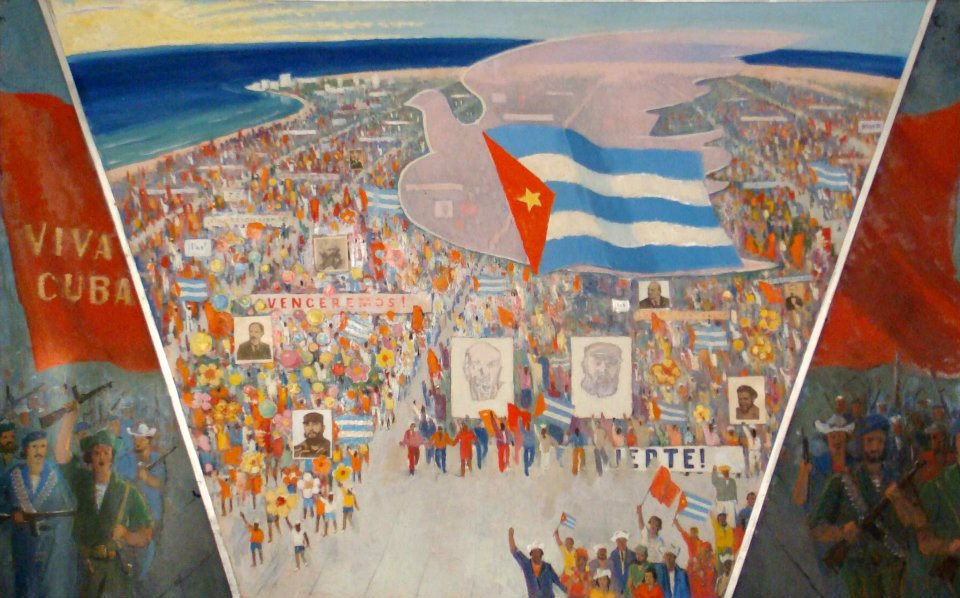
Куба
Ледокол на ремонте, 1958г.
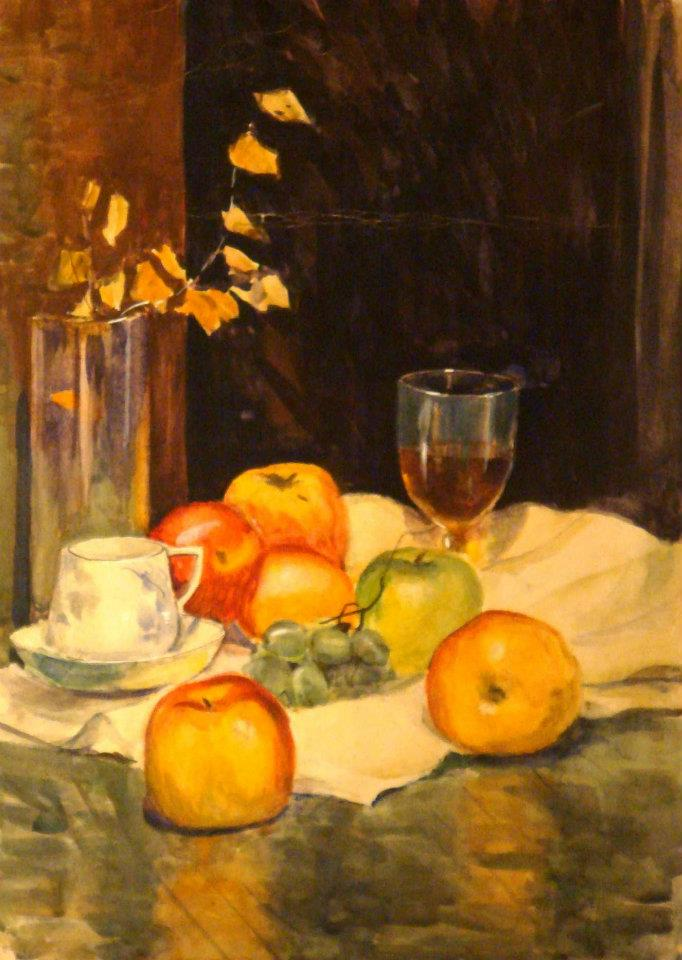
Натюрморт с яблоками, 1957 г.